# Transporte terrestre

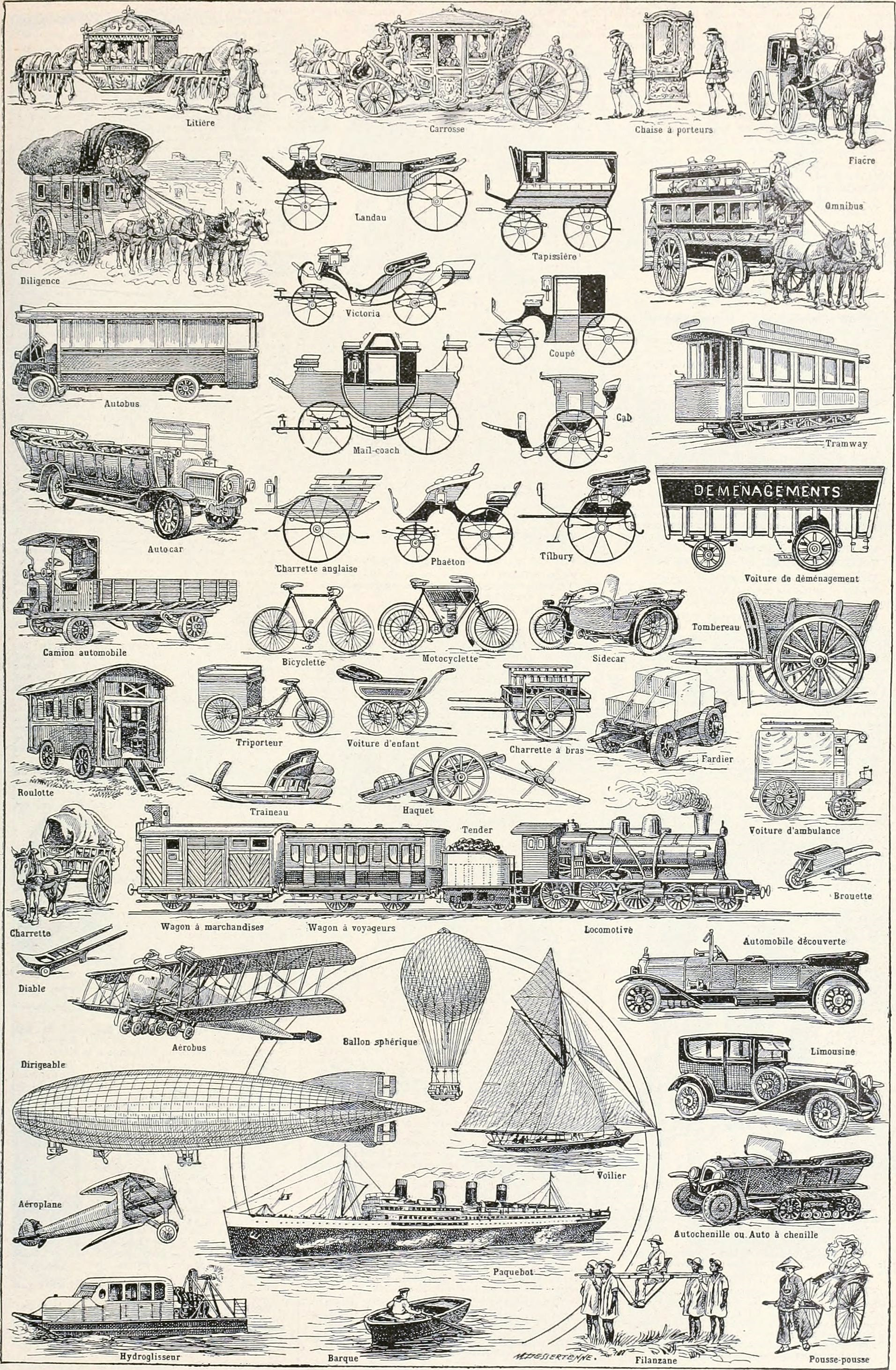

El transporte terrestre es el transporte que se realiza sobre la superficie terrestre. La gran mayoría de transportes terrestres se realizan sobre ruedas que podrían ser automóviles, autobuses, motocicletas, camiones de alto tonelaje, etc.

## Historia
En el periodo precolombino los incas poseían un rudimentario pero eficiente sistema de caminos interconectados a lo largo y ancho de su imperio, por el cual trasladaban distintos tipos de mercaderías. A pie o a lomo de llamas, sus mercaderías lograban llegar a su destino a veces a través de puentes de cuerdas. Entre el siglo XX la formación e instalación de grandes corporaciones de fabricantes ha dado un gran impulso a la producción de vehículos tanto para el uso particular como para el transporte público y de mercancías, así como la exportación a terceros países. 

### Carretera
En las trece colonias británicas América, que se extendieron hacia el oeste hasta el río Misisipi, el principal modo de transporte terrestre fue por reata de animales de carga y por caballos sobre los senderos de los nativos americanos. 
Hacia 1800 se hicieron carreteras de tierra al quitar la maleza y los árboles de estos senderos. 
El transporte terrestre se desarrolló más despacio. Durante siglos los medios tradicionales de transporte, restringidos a montar sobre animales, carros y trineos tirados por animales, raramente excedían de un promedio de 16 km/h. El transporte terrestre mejoró poco hasta 1825, año en el que el ingeniero británico George Stephenson adaptó un motor de vapor a una locomotora e inició, entre Stockton y Darlington, en Inglaterra, el primer ferrocarril de vapor. 
Ha sido en el siglo XX cuando más se ha desarrollado la red viaria en España. Sucesivos gobiernos han realizado grandes inversiones hasta conseguir unas vías básicas de gran capacidad (autopistas y autovías) que permiten el desplazamiento de gran número de personas y mercancías por el territorio español con niveles de motorización próximos a los grandes países industrializados.
En América, el caballo, la mula y el transporte sobre ruedas fueron introducidos por españoles y portugueses. Los mismos aprovecharon muchas veces las rutas construidas por los indígenas.
Ya en el siglo XVIII existían carreteras que unían las actuales ciudades argentinas de Tucumán y Buenos Aires, la Ciudad de México con sus vecinas Guadalajara y Jalapa, así como las andinas Lima (Perú) y Paita. También en Brasil se construyeron carreteras costeras. 
A pesar de ello, en la actualidad muchos países americanos cuentan con sistemas de carreteras más o menos aceptables, siendo Argentina, Brasil y México los países con mayor cantidad de kilómetros de carreteras mejoradas y asfaltadas. En 1927, se acordó entre los países del sector construir una carretera panamericana que uniera todo el continente desde Alaska a Tierra de Fuego. Ya en 1940 el 62 % del tramo correspondiente a América Central estaba asfaltado y el 80 % de América del Sur.

### El arrastre y la rueda
La hambruna obligó al hombre a moverse para asegurar su comida, con esto, se inició la forma de transportar en algo sus alimentos ya que el hombre en sí es débil como animal de transporte. 
La rueda se inventó hace 5000 años y con esto inició un cambio en el medio de transporte ya que así logró trasladar de un lado a otro sus alimentos más fácil y rápido.

### Animales como medio de transporte
Debido a que el hombre no tenía la suficiente fuerza para cargar y transportar cargas muy pesadas por él mismo, se vio en la necesidad de domesticar a los animales para tal fin. 
El caballo y las bestias de carga como el asno y las mulas fueron de los primeros animales, después utilizó animales más grandes y fuertes como los bueyes, para transportar cosas sumamente pesadas junto con el mismo hombre. Estas bestias de carga o 'animales de tiro' no solían considerarse alimento (el historiador Heródoto se sorprende cuando algunos pueblos bárbaros los comían), pues los animales criados para alimento y aprovechamiento de su piel en la elaboración de cueros, y muy diversos útiles, eran las reses de ganadería y las piezas de caza, siendo que estas dos prácticas acompañan a la especie humana desde sus orígenes.

### Primeras diligencias
Con la venida del comercio, el ser humano se dio a la necesidad de establecer rutas comerciales y además de crear las primeras diligencias haladas por caballos para transportarse de un lado a otro a las mismas personas y sus pertenencias o mercancías. En época arcaica y clásica (s.VIII a. C.-s.V d. C.), Grecia y Roma disponían de una enorme red de carreteras bien cimentadas, que intercomunicaban la mayoría de pueblos y aldeas mediante el uso de carros, carruajes e incluso 'carrucae dormitoriae', es decir carruajes donde se podía dormir durante las largas travesías.

### Ferrocarril
Hacia 1830, poco después de que la línea de ferrocarril de Stephenson empezara a prestar servicio en Inglaterra, había en Estados Unidos 1767 km de ferrocarriles.[cita requerida] En 1839, el trazado se había incrementado hasta 8000 km y desde 1850 hasta 1910 el crecimiento del ferrocarril fue espectacular. La construcción del ferrocarril estimulaba en gran parte la colonización y el desarrollo del Oeste. El primer ferrocarril de Estados Unidos fue establecido en 1827, si bien el verdadero desarrollo se inició el 4 de julio de 1828, con el ferrocarril entre Baltimore y Ohio. 
La implantación del ferrocarril en España fue relativamente rápida. En parte estuvo estimulado por la carencia de vías fluviales de navegación interior, a diferencia de otros entornos. La primera línea ferroviaria fue inaugurada en 1848 entre las ciudades de Barcelona y Mataró. Hacia 1870 ya se contaba con una red que era la tercera de Europa en extensión, tras Inglaterra y Francia. No obstante, la decisión tomada en 1844 de dotar a la red española de un ancho de vía distinto al del continente europeo aisló a España del resto del continente por este modo de transporte. 
Después de un siglo de explotación privada del ferrocarril, en 1941 se crea la Red de Ferrocarriles Españoles (RENFE), compañía de carácter estatal para la explotación de una gran parte del trazado ferroviario. En las últimas décadas, la mejora de la infraestructura viaria y el incremento de la motorización de las familias y las empresas han supuesto una disminución acusada en el número de viajeros y de mercancías transportadas por el tren. Sin embargo, la implantación de servicios de alta velocidad en los últimos años ha supuesto una considerable recuperación de viajeros en trayectos muy concretos de la red. 
A partir de 1850 este modo de transporte comenzó su expansión en América Latina. La red ferroviaria —financiada por capital francés, inglés o estadounidense—, si bien benefició el transporte de mercancías y pasajeros, fue diseñada generalmente respondiendo a las necesidades comerciales de sus propietarios y países de origen y no atendiendo a las necesidades de los países latinoamericanos. En Argentina, las líneas férreas tenían sus terminales en las ciudades portuarias: Buenos Aires y Bahía Blanca, en el litoral, y Rosario, en el río Paraná. Lo mismo ocurrió en la ciudad uruguaya de Montevideo. En Brasil, la red ferroviaria se extendía a través de la meseta de São Paulo, dado que allí se concentraba la producción del preciado café. El caso mexicano es paradójico, dado que los mismos ferrocarriles utilizados para el transporte de productos terminaron siendo, a principios de siglo, la base fundamental del transporte de los revolucionarios de Emiliano Zapata. 
Fue por 1945 cuando los ferrocarriles comenzaron a ser deficitarios, dando paso al transporte por carretera, tanto de pasajeros como —y sobre todo— de mercancías. De este modo, y ya no resultándoles beneficiosos a sus dueños, casi todo el sistema ferroviario de Latinoamérica fue estatizado, muchas veces bajo un falso discurso nacionalista.

### Bicicleta
Se vio en la necesidad de transportarse el hombre individualmente y en 1818 el barón alemán Karl Christian Ludwig Drais von Sauerbronn inventó la Draisine, invento antecedente de la bicicleta. Vehículo de dos ruedas, colocadas una delante de otra, con un asiento, manillar para conducir y pedales para propulsarlo. Además encontramos el monociclo y la motocicleta.

### Automóvil
El hombre buscó la manera de inventar un aparato que lo transportarse rápida y cómodamente sin la necesidad de utilizar animales.
En 1882, con el descubrimiento del petróleo, Gottlielo Damler descubrió que utilizando petróleo, podía impulsar un pistón más rápido, poco a poco fueron surgiendo más inventos con la aplicación del petróleo y buen acero barato que fue el que utilizó en su producción Henry Ford, con lo que se creó el automóvil. 
Las guerras desarrollaron nuevas clases de automóviles, tales como los tanques y autobuses. 
Después surgieron variedades de autos y hoy en día la industria automotriz es una de las grandes e importantes del mundo, se consideraban como un lujo y ahora se puede considerar que hoy en día el tener un auto no es un lujo, es considerado una utilidad y el producto del esfuerzo de las nuevas generaciones por mantener un avance en el comportamiento humano por trasladarse de un lugar a otro.

### Transportes urbanos

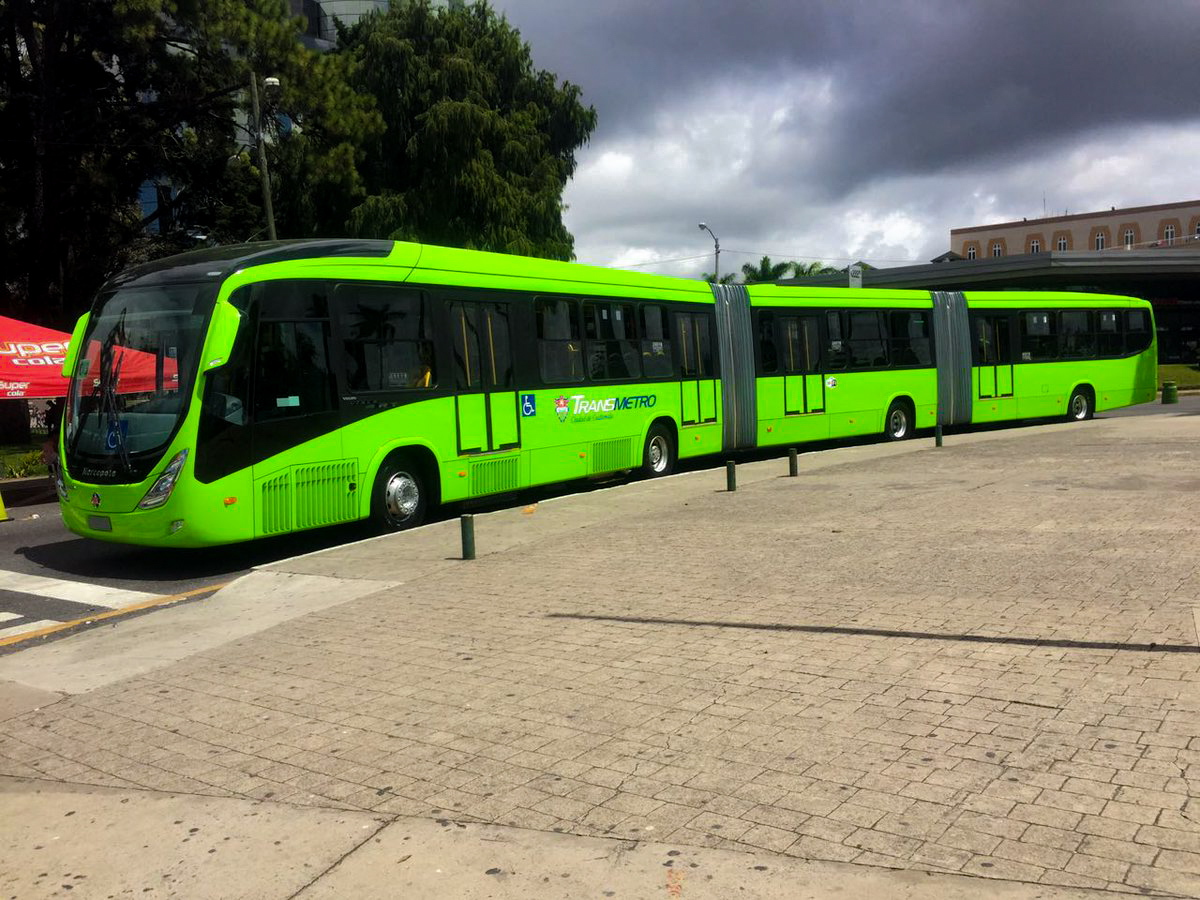
Biarticulado del sistema de transporte Transmetro que opera en la Ciudad de Guatemala y la Ciudad de Villa Nueva, Guatemala.

Ya que en la actualidad hay demasiada población, las autoridades se vieron en la necesidad de crear el transporte urbano para el alto número de habitantes y también por la necesidad en que se ven obligados a recorrer distancias largas. Ya sea un autobús o un microbús.

### Metro
El ferrocarril metropolitano (metro) ha sido un medio de transporte efectivo en las grandes ciudades ya que consume energía eléctrica , se encuentra establecido bajo tierra, el costo de mantenimiento es bajo y no contamina.

### Tren de alta velocidad
Podemos observar , que el ferrocarril ha ido evolucionando a lo largo de la historia , lo más reciente y moderno es el tren de alta velocidad , los cuales son procedentes de Europa y Asia (países desarrollados).

## Tipos de transporte terrestre
- Transporte ferroviario
- Transporte por carretera

## Medios de transporte terrestre
- Ciclismo
- Motocicleta
- Automóvil
- Camión
- Autobús
- Tranvía
- Tren
- Metro

## Normativa

### España
El transporte público de viajeros, está regulado principalmente por: 
- Reglamento Europeo sobre los servicios públicos de transporte de viajeros por ferrocarril y carretera.[2]
- Ley de Ordenación de los Transportes Terrestres (LOTT). [3]
- Reglamento de la Ley de Ordenación de los Transportes Terrestres (ROTT). [4]